# Ormone tireostimolante
L'ormone tireostimolante, chiamato anche tirotropina o tireotropina o ormone tireotropo o TSH (acronimo dell'inglese Thyroid-stimulating hormone), è un ormone glicoproteico composto da due subunità (α e β) legate in modo non covalente.

## Storia
Nel 1916, Bennett M. Allen e Philip E. Smith scoprirono che la ghiandola pituitaria conteneva una sostanza tireotropica. Nel 1937, Charles George Lambie e Victor Trikojus, ne descrissero il primo protocollo standardizzato di purificazione.

## Caratteristiche strutturali e fisiche
All'interno di una specie la subunità α è comune agli ormoni glicoproteici pituitari, mentre la subunità β è unica è conferisce la specificità biologica dell'ormone. Ciò la rende chimicamente correlata alle gonadotropine ipofisarie, l’ormone luteinizzante (LH) e l’ormone follicolo-stimolante (FSH), così come alla gonadotropina corionica placentare (CG).
| N. di atomi pesanti                 | 71            |
| N. di donatori di legami a idrogeno | 5             |
| N. di donatori di legami a idrogeno | 10            |
| N. di atomi stereogenici            | 5             |
| N. di legami ruotabili              | 26            |
| N. di legami stereogenici           | 5             |
| Massa monoisotopica                 | 1.899,56192 u |
| Superficie polare                   | 187 Å²        |

## Reattività e caratteristiche chimiche

### Test per il TSH
Viene effettuato analizzando il siero o il plasma. Una variazione del TSH che segue la variazione di T3 e T4 indica un problema secondario, mentre una variazione del TSH opposta suggerisce un problema alla ghiandola tiroidea stessa.
La secrezione di TSH è pulsatile, ma l'ampiezza delle secrezioni è relativamente piccola e non crea difficoltà nella misurazione del TSH, diversamente da altri ormoni ipofisari. I livelli normali di TSH variano tra i 0,4 e i 4 μU/ml e il limite di rilevazione degli attuali test di dosaggio è inferiore a 0,01 μU/ml permettendo così la rilevazione dei livelli soppressi di TSH.
Gli attuali test per il TSH includono:
- immunodosaggi enzimatici
- immunodosaggi chemioluminescenti
- fluoroimmunodosaggi

I test per il TSH effettuati su campioni di sangue essiccato sono generalmente eseguiti in piastre da 96 pozzetti, in cui il primo anticorpo è legato alla parete del pozzetto. I calibratori e i controlli di qualità per il test vengono preparati da campioni di sangue intero su carta da filtro essiccata, dello stesso tipo utilizzato per lo screening neonatale.
Nel dosaggio immunologico sandwich diretto, viene utilizzata una fase solida con due anticorpi diretti contro siti antigenici differenti sulla molecola di TSH. Il TSH endogeno si lega al primo anticorpo immobilizzato sulla fase solida. Un secondo anticorpo si lega poi al complesso antigene-anticorpo sulla fase solida. Questo secondo anticorpo è marcato con un'etichetta che facilita la rilevazione quantitativa del TSH legato tramite rivelazione enzimatica, fluorescente o chemiluminescente.
Viene utilizzata:
- come test di screening di prima linea per la maggior parte dei pazienti con sospetto problema alla tiroide[11]
- valutare l'insufficienza ipofisaria[12]
- per la valutazione iniziale dei pazienti affetti da insufficienza cardiaca
- per la valutazione dei pazienti con cardiomiopatia
- escludere l'ipotiroidismo in pazienti con pericardite acuta
- nella diagnosi differenziale di pazienti con tamponamento cardiaco
- per la valutazione del trattamento dell'ipotermia da moderata a grave
- nella diagnosi dell'iponatriemia[6]

## Biochimica
È un ormone tropico secreto dall'adenoipofisi, il lobo anteriore dell'ipofisi, che stimola la tiroide aumentando il trasporto di ioduro, la sintesi e il rilascio degli ormoni tiroidei (tiroxina e triiodotironina). Il TSH aumenta il flusso sanguigno alla tiroide e stimola l'ipertrofia e l'iperplasia delle cellule follicolari tiroidee, esercitando effetti di crescita sulla tiroide.
La sua sintesi viene controllata dall'ormone di rilascio della tireotropina (TRH) secreto dall'ipotalamo. La somatostatina e la dopamina possono inibire la secrezione di TSH, tuttavia il ruolo ruolo non è ancora chiaramente compreso. Il suo rilascio è controllato sia dall'ipotalamo sia dall'ipofisi, nel contesto del cosiddetto asse ipotalamo-ipofisi-tiroide, un meccanismo complesso ma efficiente di autoregolazione degli ormoni tiroidei.
Il TSH si lega a un recettore specifico (TSHR) espresso dall'epitelio follicolare della tiroide attivandolo, inducendo un cambiamento conformazionale che gli consente di associarsi a una proteina G stimolatoria. Il TSHR è accoppiato sia alle proteine  Gs che Gq ed è quindi in grado di attivare sia la via dell'AMPc (via Gsa) sia le cascate di segnalazione del secondo messaggero fosfoinositolo/calcio (IP/Ca2+; via Gq). La via Gq è limitante per la sintesi ormonale, stimolando l'organificazione dello ioduro.
Gli ormoni tiroidei hanno un effetto inibitorio sulla produzione di THR e TSH rappresentando un potente circuito di feedback negativo che agisce sia a livello ipotalamico sia ipofisario.

### Patologie
- Il deficit di TSH può essere causato da mutazioni nei geni LHX3, LHX4, PROP1 e PIT1 presenti nelle cellule tireotrope.
- La carenza di TSH e ACTH causa sintomi di ipotiroidismo e iposurrenalismo, mentre la sola carenza di TSH causa forme di ipotiroidismo centrale.
- I livelli degli anticorpi antirecettore del TSH risultano particolarmente elevati nei pazienti affetti da dermopatia tioidea e sono positivamente correlati con le caratteristiche cliniche e con la prognosi dell'oftalmopatia di Graves.[6]
- Nell'ipotiroidismo primario la tiroide produce quantità insufficienti di T3 e T4 che porta all'inibizione del feedback negativo e ad un aumento della produzione di TSH.[11]
- L'ormone può essere secreto da alcuni adenomi pituitari (adenomi secernenti TSH) che causano ipertiroidismo secondario.[16]

## Farmacologia e tossicologia

### Farmacocinetica
Il TSH ha un'emivita di 8 - 25 ore. Il TSH naturale viene eliminato principalmente dal fegato, mentre l'rhTSH altamente sialilato viene eliminato principalmente dai reni.

### Effetti del composto e usi clinici
Viene utilizzato sottoforma di TSH 6DH per stimolare la tiroide:
- nei trattamenti antidepressivi a breve termine
- in caso di ipotiroidismo
- a basso dosaggio per il controllo del peso nei pazienti affetti da sindrome metabolica